# Tuczępy (Sainte-Croix)
Pour les articles homonymes, voir Tuczępy.
Tuczępy est une localité polonaise, siège de la gmina de Tuczępy, située dans le powiat de Busko en voïvodie de Sainte-Croix.